# Bulletin de versement orange
Pour un article plus général, voir Bulletin de versement.
Pour les articles homonymes, voir BVR.

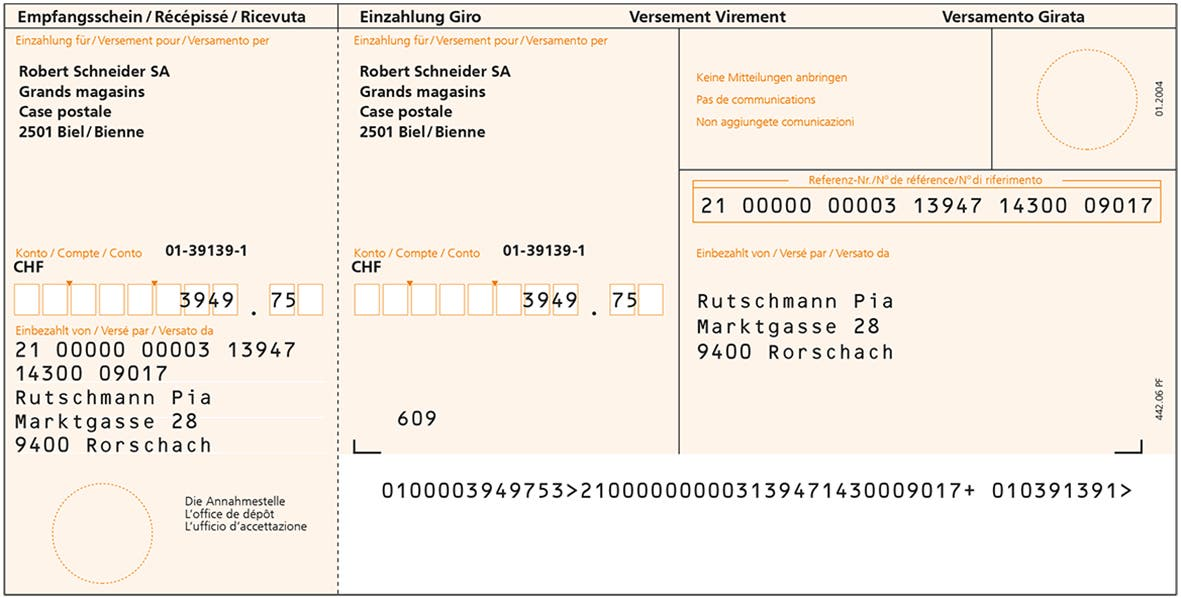
Bulletin de versement avec numéro de référence (BVR)

Le bulletin de versement orange (ou bulletin de versement avec numéro de référence, communément appelé et abrégé BVR) est un type de bulletin utilisé en Suisse pour les paiements.
Ce bulletin de versement possède un numéro de référence à 27 chiffres qui permet d'identifier le paiement, par exemple de l'associer à une facture particulière.

## Historique
À partir du 30 juin 2020, ce moyen de paiement est progressivement remplacé par la QR-facture suisse.

## Structure
En bas à droite figure une ligne de code écrite avec la police de caractères OCR-B. Lisible automatiquement, elle contient l'ensemble des informations du BVR pour un traitement par machine.
Cette ligne a la structure suivante :
| Champ               | Format      | Exemple                     | Notes |
| ------------------- | ----------- | --------------------------- | --- |
| Type                | 2 chiffres  | 01                          | 01 pour un BVR en francs suisses, 21 pour un BVR en euros                                                                                          |
| Montant             | 10 chiffres | 0000394975                  | Montant en centimes, ici 3949,75 francs |
| Chiffre de contrôle | 1 chiffre   | 3                           | Chiffre de contrôle sur les champs type et montant, selon la formule de Luhn                                                                       |
| Séparateur          | >           | >                           | |
| Numéro de référence | 27 chiffres | 210000000003139471430009017 | Le dernier chiffre du numéro de référence est un chiffre de contrôle selon la formule de Luhn                                                      |
| Séparateur          | +           | +                           | |
| Numéro de compte    | 12 chiffres | 010391391                   | Numéro de compte du destinataire dans le système BVR (ici 01-39139-1), dont le dernier chiffre est un chiffre de contrôle selon la formule de Luhn |
| Caractère de fin    | >           | >                           | |